# Cadono saponette
Cadono saponette è un singolo della cantautrice italiana Romina Falconi, pubblicato il 22 settembre 2017 dall'etichetta Freak & Chic con distribuzione Artist First. Il brano anticipa la pubblicazione del secondo album in studio dell'artista, Biondologia (2019).
L'annuncio del singolo è stato preceduto da una campagna di guerrilla marketing, svolta nella città di Milano, divenuta virale sui servizi di rete sociale.

## Il brano
Cadono saponette è stato prodotto da Maximilian Rio e Marco Zangirolami. Il brano vede la partecipazione del batterista Gary Novak, già collaboratore di Alanis Morissette, George Benson e Patty Pravo, e del musicista Reggie Hamilton, turnista per Eros Ramazzotti, Christina Aguilera e Whitney Houston, il quale ha curato le parti di basso della canzone. Per la composizione del brano, Falconi ha dichiarato di essersi ispirata ad un «male oscuro comune», ossia il pessimismo che pervade dopo situazioni difficili, rappresentato nella canzone attraverso una componente ironica e citazionale.
Falconi ha presentato Cadono saponette in occasione del Lucca Comics & Games del 2017. La copertina del singolo, realizzata da Ilario Boti e curata da Immanuel Casto, vuole essere una rivisitazione in chiave moderna e pop della figura di Maria Antonietta, considerata da Falconi come un importante simbolo di femminilità. Tale immagine è centrale nella sinossi del video musicale che accompagna il brano. Il videoclip, diretto da Marco Ristori e Luca Boni, è stato presentato in anteprima su Rolling Stone il 10 ottobre 2017.

## Classifiche
| Classifica (2017)          | Posizione massima |
| -------------------------- | ----------------- |
| Italia (airplay emergenti) | 6                 |
| Italia (indipendenti)      | 109               |